# Walter König (politicus)

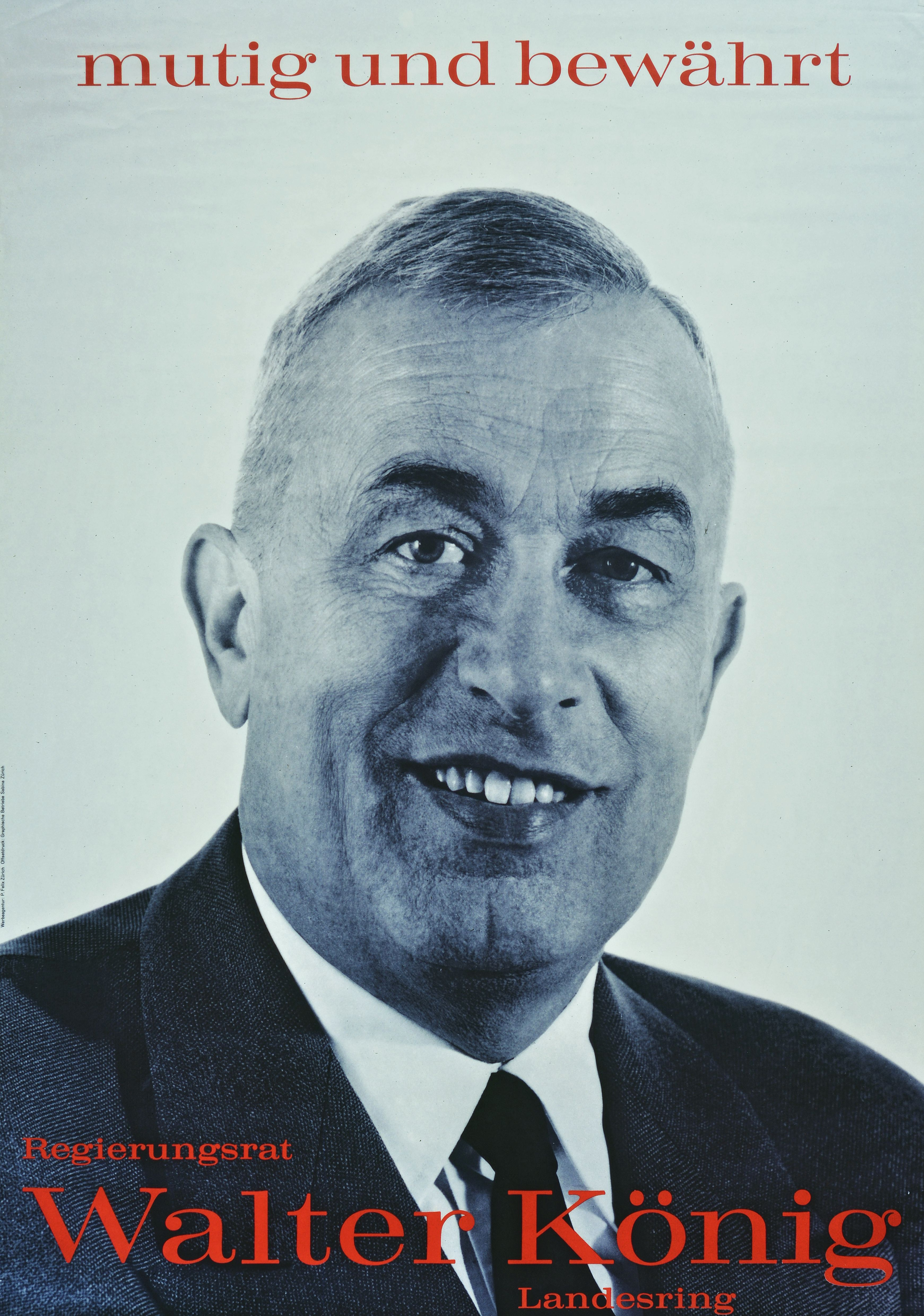
Walter König

Walter König (Zürich, 13 januari 1908 - Küsnacht, 20 februari 1985) was een Zwitsers politicus.
König studeerde van 1926 tot 1931 rechten aan de Universiteit Zürich. In 1933 promoveerde hij. Van 1934 tot 1937 was hij advocaat te Uster en van 1937 tot 1941 was hij districtsadvocaat. Van 1942 tot 1945 was hij districtsrechter van het kanton Zürich en van 1945 tot 1951 opperrechter.
König was lid van de Landesring der Unabhängigen (LdU), een links-liberale partij. Van 1938 tot 1942 was hij lid van de gemeenteraad van de stad Zürich. Van 1951 tot 1971 was hij lid van de Regeringsraad van het kanton Zürich. Hij beheerde achtereenvolgens de departementen van Politie en Militaire Zaken (1951-1959) en van Onderwijs (1959-1971). Van 1 mei 1957 tot 30 april 1958, van 1 mei 1962 tot 30 april 1963 en van 1 mei 1967 tot 30 april 1968 was hij voorzitter van de Regeringsraad (dat wil zeggen regeringsleider) van het kanton Zürich. 
König was van 1951 tot 1955 en van 1959 tot 1979 lid van het hoofdbestuur van de Schweizerische Radio- und Fernsehgesellschaft (Zwitserse Radio en Televisie Vereniging). Daarnaast was hij voorzitter van de federale loterij en de Zwitserse lotto.
Als Regeringsraad hervormde König het kantonnale onderwijs. Hij was een luitenant-kolonel in het Zwitserse leger. Walter König overleed op 77-jarige leeftijd.